# 吉亞斯丁·巴勒班

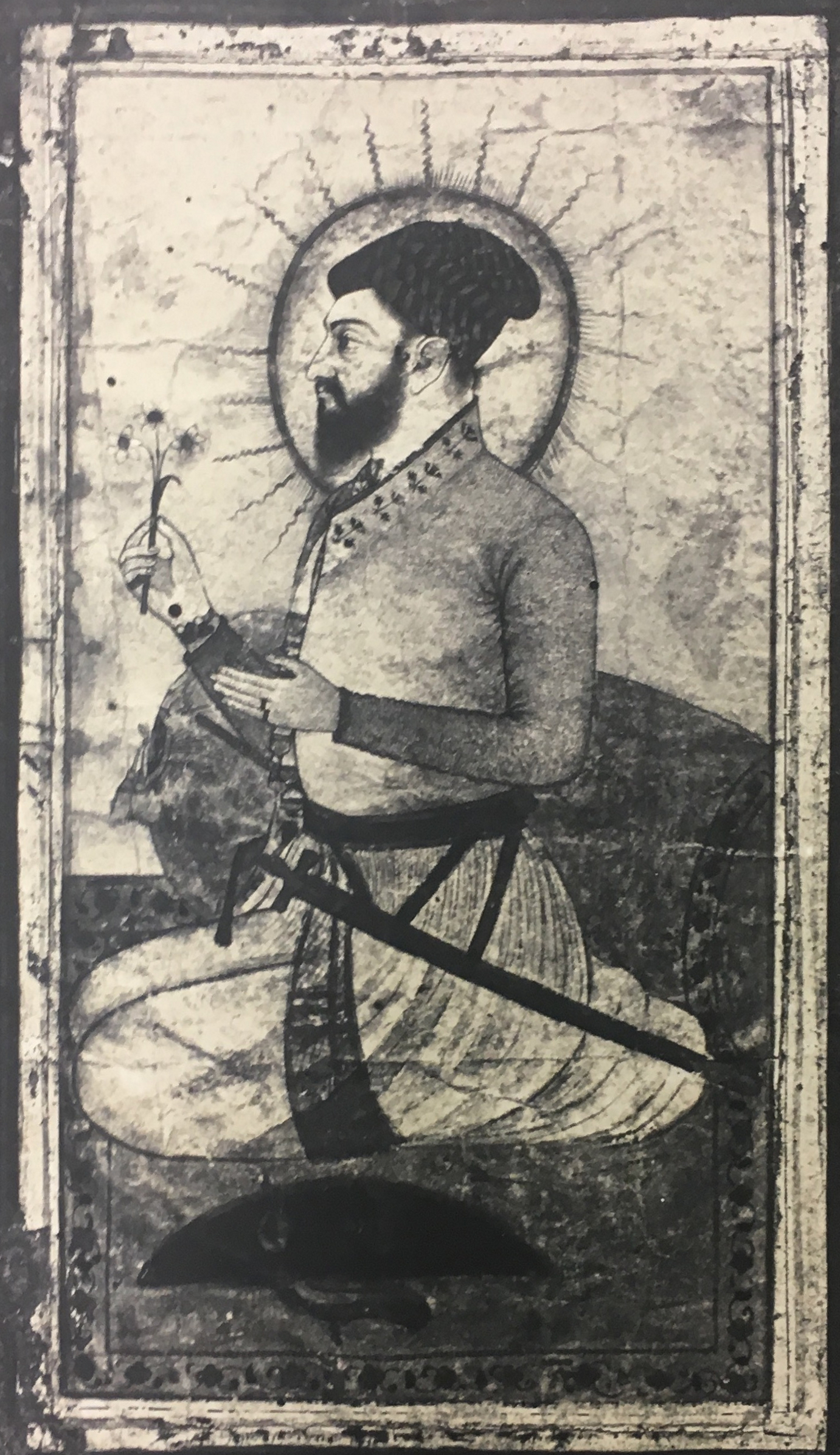
吉亞斯丁·巴勒班

吉亞斯丁·巴勒班（？—1287年），是印度庫特布沙希王朝第9位蘇丹。他是前一位蘇丹納斯爾的維齊爾，他減少了叛逆的貴族的力量，並提高了蘇丹的地位。儘管只有少量的軍事成就，但他卻是伊勒杜迷失至阿拉乌丁·卡尔吉之間最強大的統治者。
他原是中亞欽察玉里伯里部人，是一位貴族之子。他幼年時被蒙古人俘獲帶到加茲尼賣為奴隸。他被賣給一位來自伊拉克巴士拉的蘇非霍加·賈拉勒丁，被改名為巴哈·烏德丁。在1220年他被帶到印度德里蘇丹伊勒杜迷失處。
他最初的工作是為蘇丹帶水壺，但很快就被蘇丹擢升為個人隨從。他成為德里四十名突厥貴族中最值得注意的人物之一。在1266年成為蘇丹。
他統治時代打敗了騷擾德里的拉傑普特人，並重新征服了孟加拉，同時成功地面對蒙古察合台汗國的威脅。
他長子穆罕默德汗死於1285年的比亞斯河戰役，他另一個兒子，布格拉汗，不願繼承王位，而是試圖成為孟加拉的獨立統治者。因此，巴勒班選擇了他的孫子凱·庫斯魯作為繼承人。 但是，他的死後，他的貴族提名奎爾巴德為蘇丹。
在奎爾巴德統治時期（1287-1290），而他的父親布格拉汗在孟加拉宣稱獨立。奎爾巴德非常虛弱，無能，最終陷入中風，不得不把他的統治權交給他三歲的兒子沙姆斯丁·凱烏馬爾，後者最終在1290年被監護人賈拉勒·菲路茲·卡爾吉所廢除，結束了奴隸王朝。